# Фрањето л'Абате
Фрањето л'Абате је насеље у Италији у округу Беневенто, региону Кампанија.
Према процени из 2011. у насељу је живело 769 становника. Насеље се налази на надморској висини од 475 м.

## Становништво
Према резултатима пописа становништва 2011. у општини је живело 1.116 становника.
| 1951. | 1961. | 1971. | 1981. | 1991. | 2001. | 2011. |
| ----- | ----- | ----- | ----- | ----- | ----- | ----- |
| 2.415 | 1.907 | 1.597 | 1.413 | 1.454 | 1.215 | 1.116 |